# Baccharis trimera
A Baccharis trimera é uma espécie de Baccharis conhecida popularmente como carqueja ou carqueja-amargosa. A carqueja é uma erva espontânea em terrenos baldios e pastos, sendo muito utilizada como planta medicinal, na forma de chás ou infusões. Ela não possui folhas verdadeiras e suas hastes são ramificadas e apresentam asas membranáceas, descontínuas e verdes, responsáveis pela fotossíntese da planta. As flores são branco-amareladas e surgem em pequenos tufos na primavera e verão.
Não deve ser confundida com a carqueja de Portugal, a Pterospartum tridentatum, de utilizações medicinais também, além de culinárias.
Encontra-se de forma abundante, espontânea e endémica nas serras da ilha da Madeira.

## Usos medicinais
À carqueja são reconhecidas propriedades de controlo da glicemia, diabetes, hipercolesterolemia, diminuição da pressão arterial, combate da retenção de líquidos, fortalecimento do sistema imunitário, melhoramento das funções hepáticas, anti-inflamatório, auxiliar da gastrite e, no combate a vermes intestinais.
É muito utilizada em chás emagrecedores e no chimarrão gaúcho. Presta-se também a aromatização de licores, vinhos e à fabricação de vassouras rústicas.
A cargueja é uma planta com alto poder laxante, mas que também causa o relaxamento do útero. Isso acontece porque contém substâncias que estimulam o relaxamento da musculatura lisa, que é o tipo de músculo presente no intestino, mas também no útero, estimulando a menstruação. Assim, além de tratar a prisão de ventre, este chá também pode ser usado por mulheres que desejam estimular a menstruação. Não obstante, pode causar aumento de contrações uterinas e aborto.

## Cultivo
A carqueja é muito rústica e de fácil cultivo, além de interessante no paisagismo pelo seu aspecto colorido. Pode ser plantada em vasos e jardineiras, assim como em canteiros adubados, onde forma pequenas moitas arredondadas e compactas.
Deve ser cultivada a pleno sol, em solo fértil, enriquecido com matéria orgânica e regada a intervalos periódicos. Multiplica-se pela divisão das touceiras, sementes ou estacas.

## Sinônimos
- Molina trimera Less.